# Zoarchias uchidai
Zoarchias uchidai és una espècie de peix de la família dels estiquèids i de l'ordre dels perciformes.

## Descripció
- Fa 12,2 cm de llargària màxima.
- 15-18 espines i 77-84 radis tous a l'aleta dorsal.
- 1 espina i 69-80 radis tous a l'aleta anal.
- 98-104 vèrtebres.[8][9]

## Hàbitat i distribució geogràfica
És un peix marí, demersal i de clima temperat, el qual viu al Pacífic nord-occidental: Corea del Sud.

## Observacions
És inofensiu per als humans.